# Віолончельний рок
Віолонче́льний рок (інколи челло-рок від англ. chello rock) та віолончельний мета́л — піджанри рок-музики, що характеризуються використанням віолончелі (а також інших смичкових інструментів як-то альт чи скрипка) як основного інструменту, разом, або замість більш традиційних рок-інструментів, як то електрогітари, бас-гітари або ударної установки.
Віолончелі, часто в групах по 3, чи більше, використовуються для створення звуку, що за ритмом та текстурою подібні до рок музики, але помітно зміненого унікальними тембрами. Часто супроводжується елементами типової рок музики, як то притаманний рок музиці вокал чи ударні.

## Гурти цього стилю
Найвідоміші на сьогодні гурти, що грають віолончельний метал:
- Rasputina (заснований 1992), американський гурт, що використовує педалі ефектів дисторшн в своїх віолончелях. Гурт складається з двох віолончелісток, Даніель ДеДжесус та Мелори Крігер (остання є також вокалісткою гурту), та ударниці Даун Мічелі.
- Apocalyptica (заснований 1993) фінський квартет. Спочатку гурт грав віолончельні кавер-версії хеві-метал пісень, але зараз переважно грають свої власні композиції. В основному це інструментальні пісні, але інколи з вокалом. Співпрацювали з Корі Тейлором (Slipknot, Stone Sour), Лаурі Юльоненом (The Rasmus),Тілем Ліндеманном (Rammstein) та багатьма іншими
- Coppelius (заснований в 1997) німецький гурт, що грає метал на ударних, контрабасі, віолончелі та кларнеті.
- Murder by Death (заснований в 2000) разом з Сарою Балліет, що грає вживу на електричній віолончелі та записується з німецькою віолончеллю 1880х років. Грають в стилі інді-рок
- Primitivity (заснований 2000) рок-гурт з Вашингтону. Починали з кавер версій пісень гурту Megadeth.
- Judgement Day (заснований у 2002) тріо з Сан Франциско з Ентоном Пацнером з Bright Eyes на скрипці, Льюісом Пацнером на віолончелі та ударником.
- OneRepublic альтернативна рок-група, яка в багатьох своїх піснях використовує віолончель.